# Tegdike
Tegdiken är små öppna diken, som ligger inne i åkern. I takt med ökad mekanisering inom lantbruket har tegdiken ofta ersatts av täckdiken.

## Sverige
Idag finns knappt några tegdiken kvar inom det mekaniserade lantbruket i Sverige. De få tegdikena som finns kvar i landet är biotopskyddade enligt kapitel 7 § 11 i miljöbalken.